# Mesquita d'Al Bei
La Mesquita d'Al Bey és una mesquita tunisiana situada a la medina de Kairuan.

## Història
Construïda al voltant de l'any 1094 de ll'Hègira (és a dir, el 1683), és obra del bei muradita Mohamed Bei, que la va fer construir per a la comunitat hanafi de Kairuan, quan residia en aquesta ciutat durant el conflicte que l'enfrontava al seu germà Ali Bei.

## Edifici

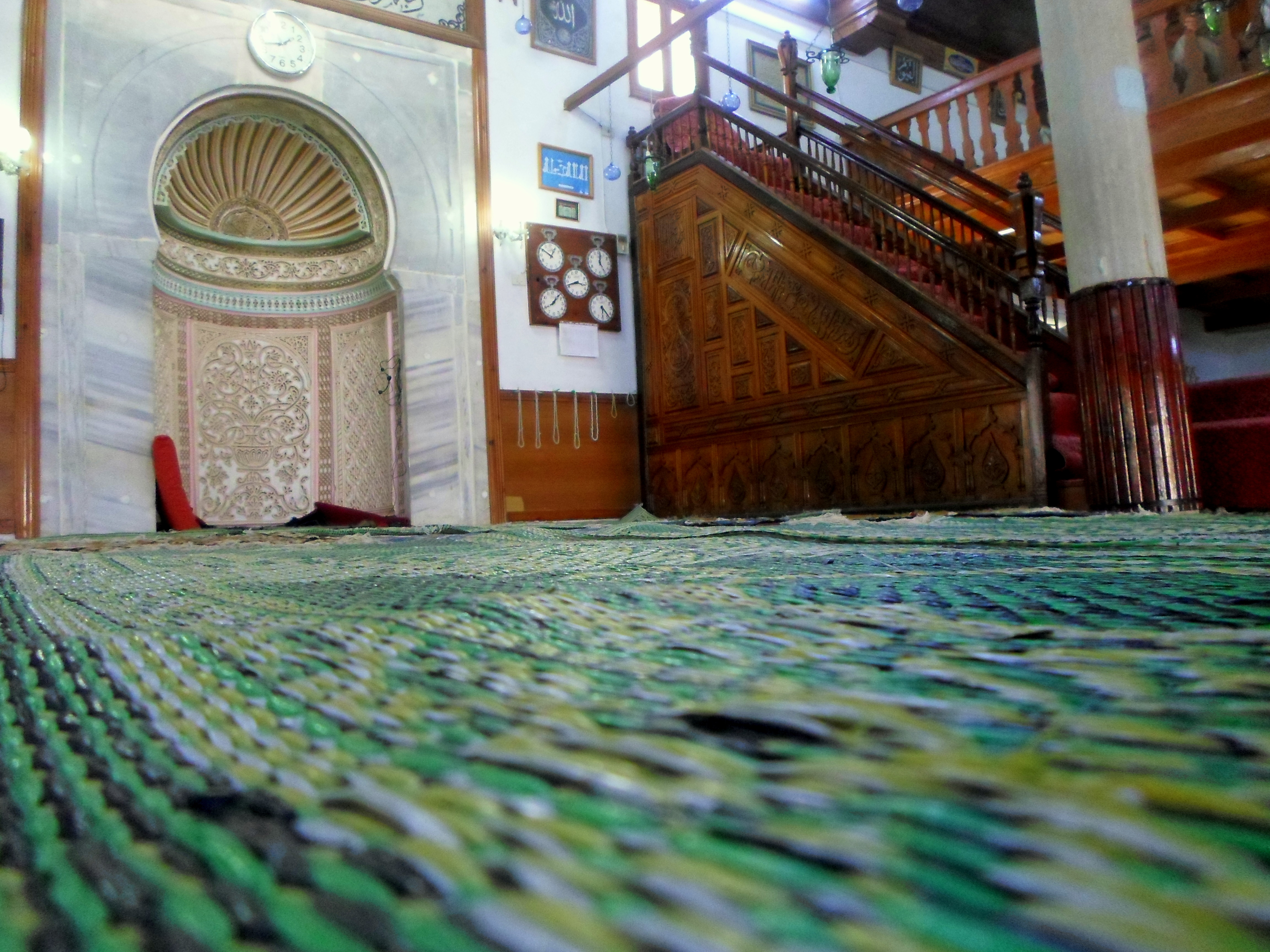
Vista del mihrab (nínxol) i del minbar (púlpit en forma d'escala)

Construïda al soc, la mesquita, de planta irregular, consta d'una sala de pregària principal, tres patis, un minaret i una sala de pregària reservada per a les dones. L'accés a l'edifici es fa per tres escales, la més gran de les quals, situada al carrer Balhuen davant la Mesquita d'Al Malek, condueix a l'interior d'un dels patis de l'edifici.
La sala de pregària principal, de planta quadrada, ocupa la part sud de l'edifici; fa uns 20 m per 20 m. La teulada de fusta descansa sobre trenta columnes antigues. A la intersecció de la nau principal i la badia que recorre el mur de l'alqibla, s'alça una cúpula en forma de piràmide davant del mihrab. El mihrab, recobert d'estuc cisellat, és dins un marc de marbre.
A la cantonada sud-oest del pati nord hi ha un minaret de base quadrada, que té una torre decorada amb nínxols cecs i coronada per un llanternó. A la galeria oest del mateix pati s'obri una sala de pregària, de planta rectangular, reservada per a dones.

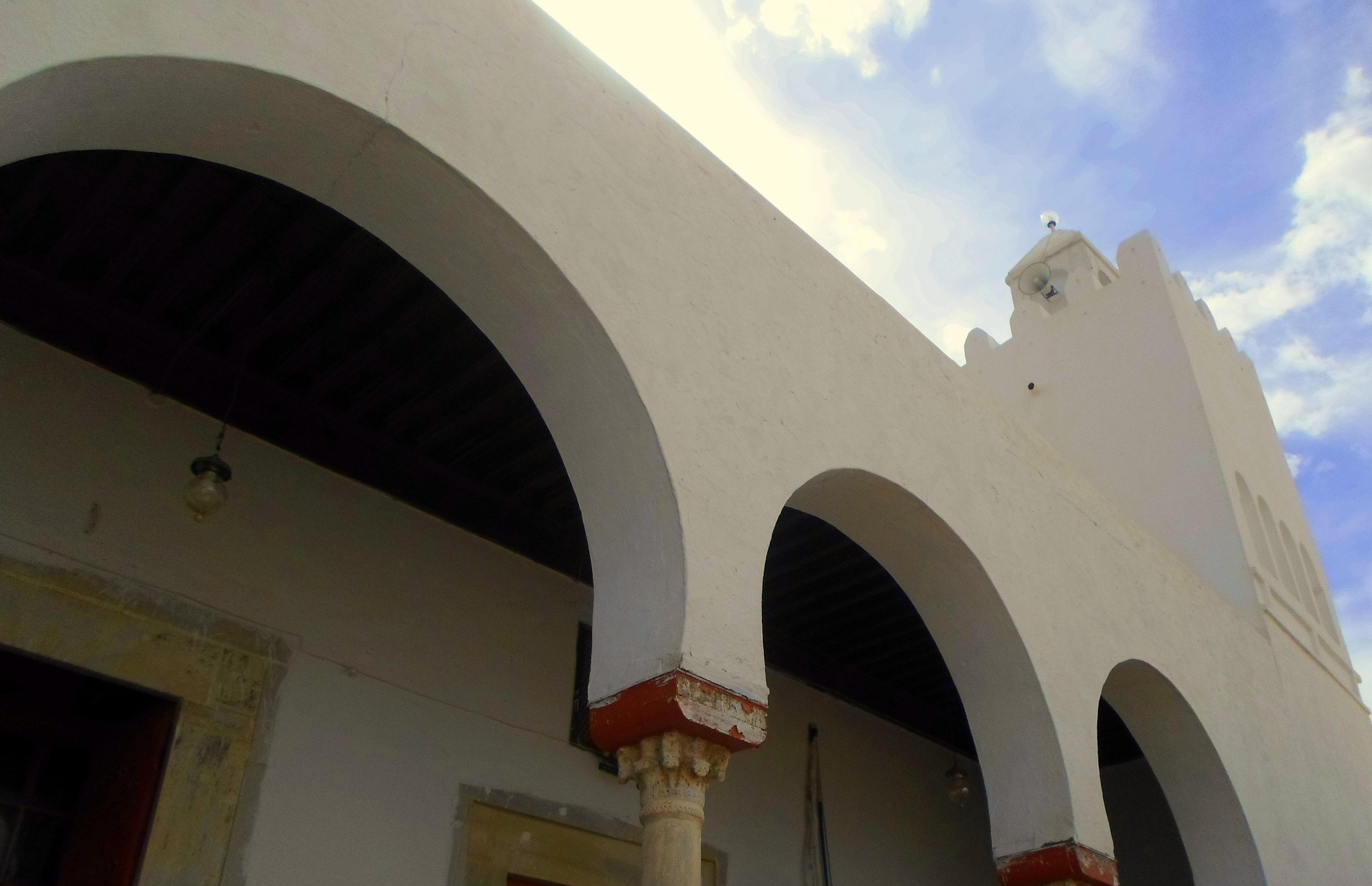
Arcs i minarets
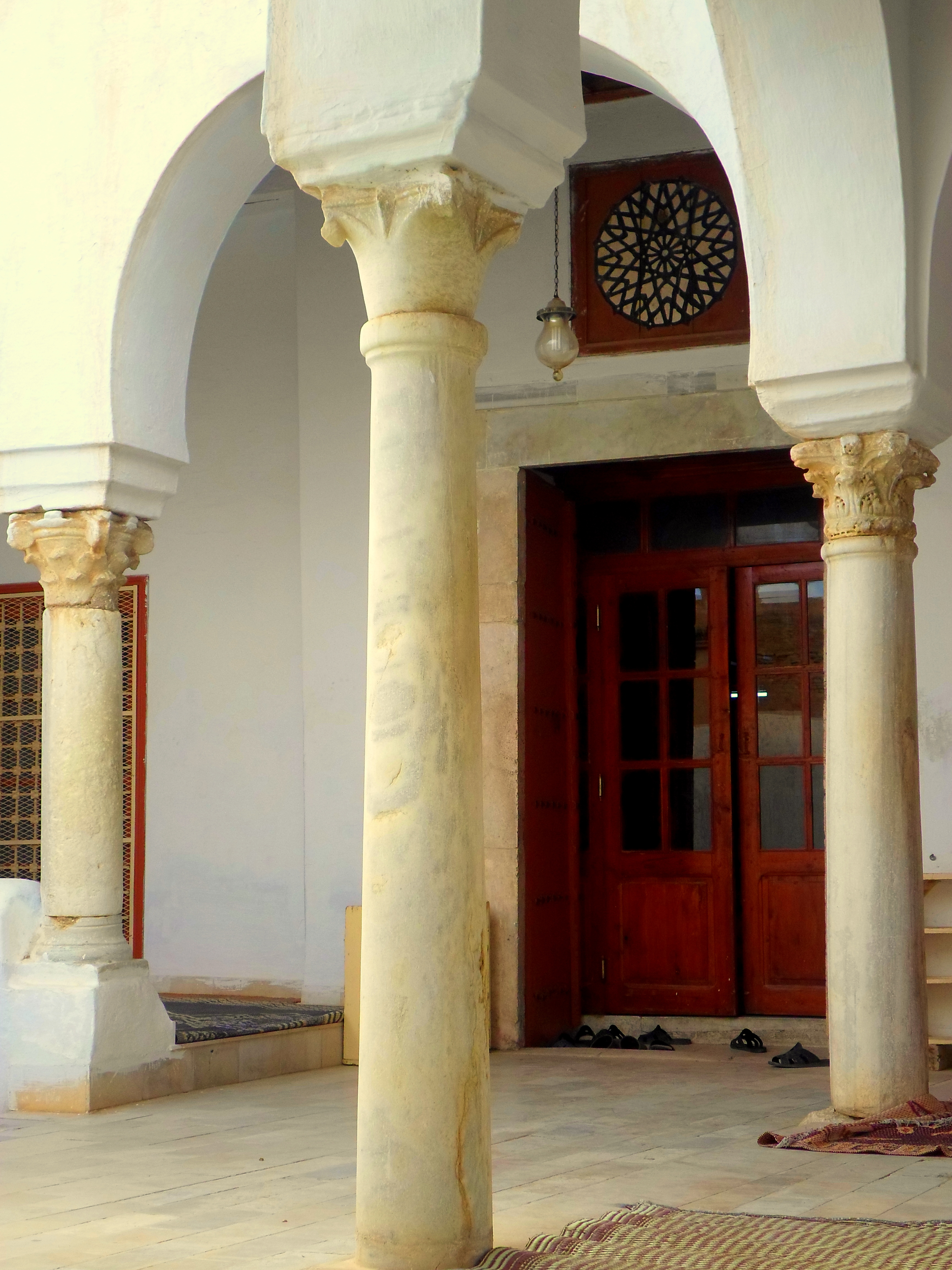
Vista d'unes columnes
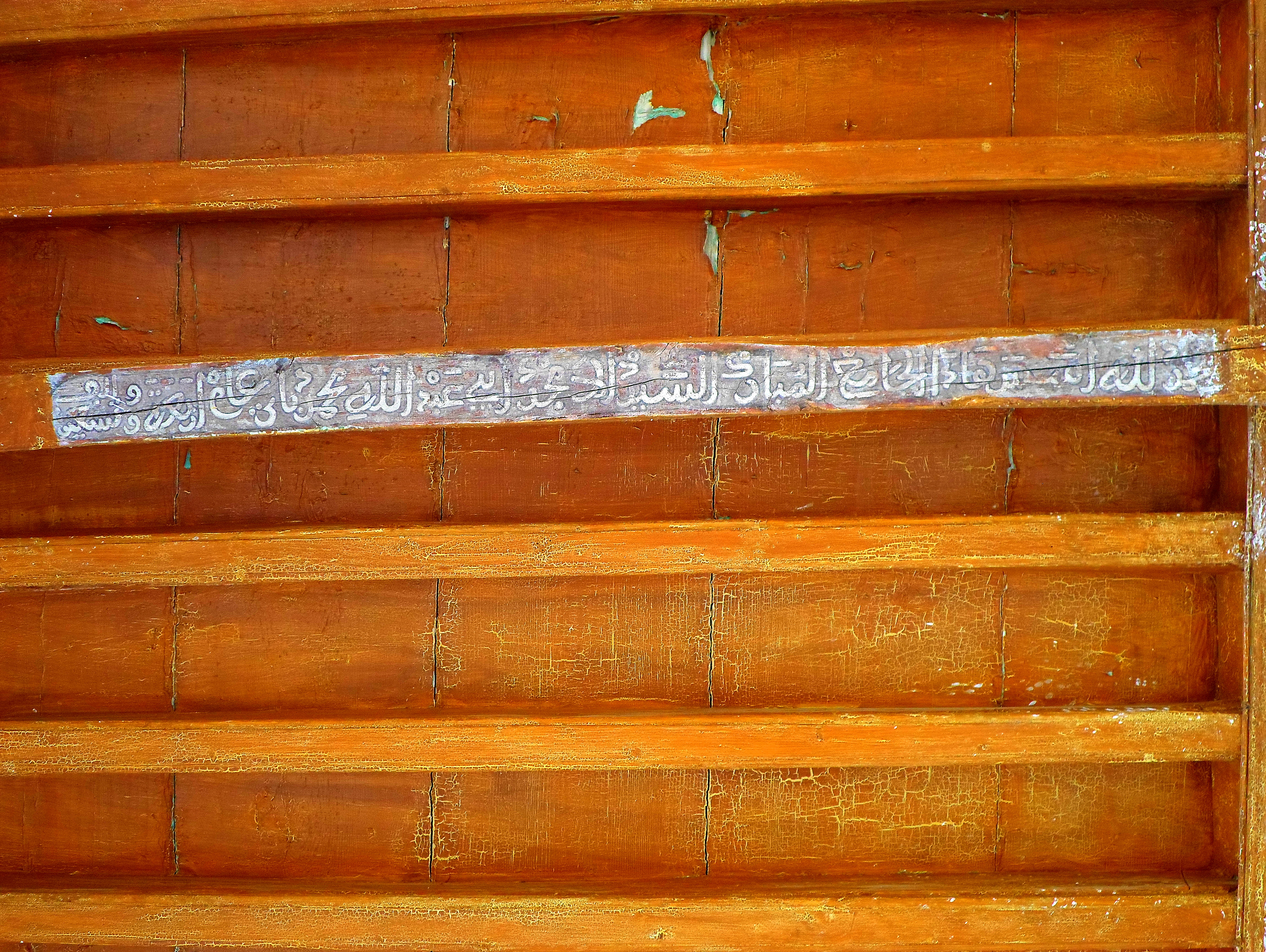
Sostre de bigues de fusta amb una inscripció que indica la data de construcció
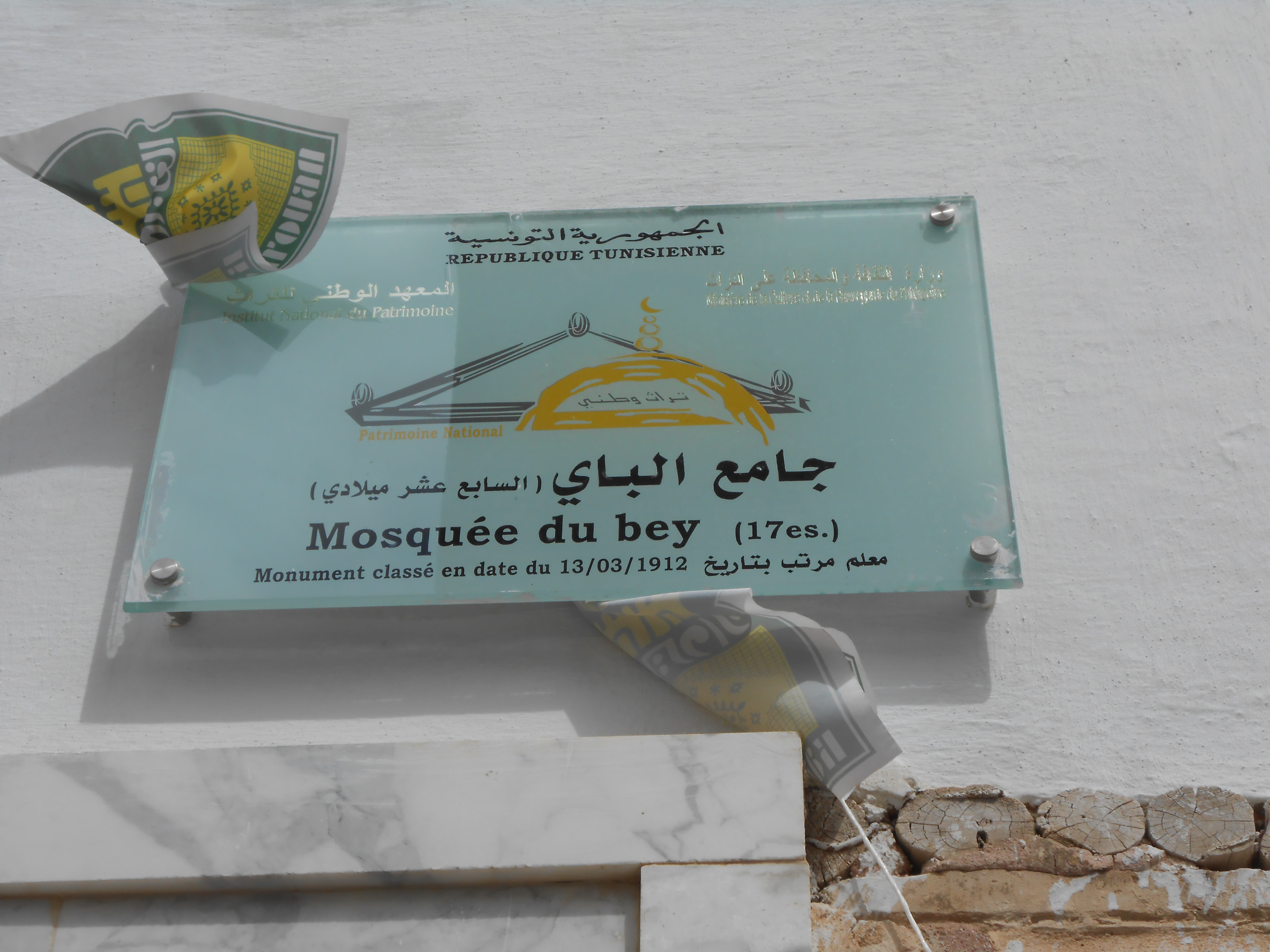
Placa del monument